# FIRA-Pokal 1984/85
Der FIRA-Pokal 1984/85 (engl. FIRA Trophy) war ein Wettbewerb für europäische Nationalmannschaften in der Sportart Rugby Union. Es handelte sich um die 25. Ausgabe der vom Verband FIRA organisierten Rugby-Union-Europameisterschaft sowie um die zwölfte Ausgabe unter diesem Namen. Beteiligt waren 14 Mannschaften, die in drei Divisionen eingeteilt waren. Den Europameistertitel gewann zum 20. Mal Frankreich.
Wie ursprünglich vereinbart, sollte die erste Division für die nächste Ausgabe auf fünf Mannschaften verkleinert werden. Aus diesem Grund stiegen Spanien und Tunesien, die den 5. und 6. Platz belegten, ab und wurden durch Portugal ersetzt, das die zweite Division gewann und aufstieg. Auf dem FIRA-Jahreskongress, der Mitte Juni stattfand, beschlossen dann die Delegierten jedoch, mit sechs Mannschaften fortzufahren. Die beiden abgestiegenen Mannschaften trafen sich zu einem Play-out an einem neutralen Ort, um den einzigen Absteiger zu ermitteln. Dabei setzte sich Tunesien gegen Spanien durch und blieb erstklassig.

## Modus
Tabellenpunkte: Für einen Sieg gab es drei Punkte, für ein Unentschieden zwei Punkte, bei einer Niederlage einen Punkt.
Spielpunkte: 4 Punkte für einen Versuch, 2 Punkte für eine Erhöhung, 3 Punkte für einen Strafstoß, 3 Punkte für ein Dropgoal.

## Erste Division
|    | Land        | Spiele | Siege | Unent. | Ndlg. | Spiel- punkte | Diff. | Tabellen- punkte |
| -- | ----------- | ------ | ----- | ------ | ----- | ------------- | ----- | ---------------- |
| 1. | Frankreich  | 5      | 5     | 0      | 0     | 135:45        | + 90  | 15               |
| 2. | Sowjetunion | 5      | 3     | 0      | 2     | 97:73         | + 24  | 11               |
| 3. | Italien     | 5      | 3     | 0      | 2     | 70:60         | + 10  | 11               |
| 4. | Rumänien    | 5      | 3     | 0      | 2     | 85:60         | + 25  | 11               |
| 5. | Spanien     | 5      | 1     | 0      | 4     | 64:119        | − 55  | 7                |
| 6. | Tunesien    | 5      | 0     | 0      | 5     | 39:133        | − 94  | 5                |

| 6. Oktober 1984 | Tunesien | 6 : 25 | Frankreich A | Stade El Menzah, Tunis |
| 6. Oktober 1984 |          |        |              | Stade El Menzah, Tunis |

| 20. Oktober 1984 | Tunesien | 6 : 20 | Italien | Stade Mustapha Ben Jannet, Monastir |
| 20. Oktober 1984 |          |        |         | Stade Mustapha Ben Jannet, Monastir |

| 10. November 1984 | Rumänien | 3 : 18 | Frankreich | Stadionul Dinamo, Bukarest |
| 10. November 1984 |          |        |            | Stadionul Dinamo, Bukarest |

| 17. November 1984 | Tunesien | 15 : 17 | Spanien | Sfax |
| 17. November 1984 |          |         |         | Sfax |

| 18. November 1984 | Italien | 13 : 12 | Sowjetunion | Stadio Tommaso Fattori, L’Aquila |
| 18. November 1984 |         |         |             | Stadio Tommaso Fattori, L’Aquila |

| 16. Dezember 1984 | Spanien | 19 : 33 | Rumänien | Estadio Nacional Universidad Complutense, Madrid |
| 16. Dezember 1984 |         |         |          | Estadio Nacional Universidad Complutense, Madrid |

| 17. Februar 1985 | Frankreich A | 34 : 6 | Spanien | Stade Jules-Ribet, Saint-Gaudens |
| 17. Februar 1985 |              |        |         | Stade Jules-Ribet, Saint-Gaudens |

| 3. März 1985 | Italien | 9 : 22 | Frankreich A | Stadio Comunale di Monigo, Treviso |
| 3. März 1985 |         |        |              | Stadio Comunale di Monigo, Treviso |

| 14. April 1985 | Rumänien | 7 : 6 | Italien | Stadionul Municipal, Brașov |
| 14. April 1985 |          |       |         | Stadionul Municipal, Brașov |

| 1. Mai 1985 | Spanien | 9 : 15 | Sowjetunion | Estadio Chapina, Sevilla |
| 1. Mai 1985 |         |        |             | Estadio Chapina, Sevilla |

| 5. Mai 1985 | Rumänien | 30 : 3 | Tunesien | Stadionul Rulmentul, Bîrlad |
| 5. Mai 1985 |          |        |          | Stadionul Rulmentul, Bîrlad |

| 12. Mai 1985 | Sowjetunion | 35 : 9 | Tunesien | Spartak-Stadion, Kiew |
| 12. Mai 1985 |             |        |          | Spartak-Stadion, Kiew |

| 16. Mai 1985 | Frankreich A | 36 : 21 | Sowjetunion | Stade Alexandre-Cueille, Tulle |
| 16. Mai 1985 |              |         |             | Stade Alexandre-Cueille, Tulle |

| 18. Mai 1985 | Italien | 22 : 13 | Spanien | Stadio Danilo Martelli, Mantua |
| 18. Mai 1985 |         |         |         | Stadio Danilo Martelli, Mantua |

| 31. Mai 1985 | Sowjetunion | 14 : 6 | Rumänien | Spartak-Stadion, Kiew |
| 31. Mai 1985 |             |        |          | Spartak-Stadion, Kiew |

Play-out
| 12. Oktober 1985 | Tunesien | 12 : 9 | Spanien | Stade Paul-Bergère, Lavelanet |
| 12. Oktober 1985 |          |        |         | Stade Paul-Bergère, Lavelanet |

## Zweite Division
|    | Land             | Spiele | Siege | Unent. | Ndlg. | Spiel- punkte | Diff. | Tabellen- punkte |
| -- | ---------------- | ------ | ----- | ------ | ----- | ------------- | ----- | ---------------- |
| 1. | Portugal         | 3      | 3     | 0      | 0     | 44:6          | + 38  | 9                |
| 2. | Tschechoslowakei | 3      | 2     | 0      | 1     | 26:27         | − 1   | 7                |
| 3. | Polen            | 3      | 1     | 0      | 2     | 31:24         | + 7   | 5                |
| 4. | Marokko          | 3      | 0     | 0      | 3     | 18:62         | − 44  | 3                |

| 13. Oktober 1984 | Tschechoslowakei | 4 : 3 | Polen | Havířov |
| 13. Oktober 1984 |                  |       |       | Havířov |

| 17. März 1985 | Marokko | 6 : 12 | Portugal | Stade Moulay Abdallah, Rabat |
| 17. März 1985 |         |        |          | Stade Moulay Abdallah, Rabat |

| 14. April 1985 | Polen | 28 : 6 | Marokko | Sochaczew |
| 14. April 1985 |       |        |         | Sochaczew |

| 18. April 1985 | Portugal | 18 : 0 | Tschechoslowakei | Estádio Universitário de Lisboa, Lissabon |
| 18. April 1985 |          |        |                  | Estádio Universitário de Lisboa, Lissabon |

| 21. April 1985 | Marokko | 6 : 22 | Tschechoslowakei | Stade Moulay Abdallah, Rabat |
| 21. April 1985 |         |        |                  | Stade Moulay Abdallah, Rabat |

| 28. April 1985 | Portugal | 14 : 0 | Polen | Estádio Universitário de Lisboa, Lissabon |
| 28. April 1985 |          |        |       | Estádio Universitário de Lisboa, Lissabon |

## Dritte Division
|    | Land        | Spiele | Siege | Unent. | Ndlg. | Spiel- punkte | Diff. | Tabellen- punkte |
| -- | ----------- | ------ | ----- | ------ | ----- | ------------- | ----- | ---------------- |
| 1. | Niederlande | 3      | 3     | 0      | 0     | 65:16         | + 49  | 9                |
| 2. | Belgien     | 3      | 2     | 0      | 1     | 36:30         | + 6   | 7                |
| 3. | Deutschland | 3      | 1     | 0      | 2     | 40:43         | − 3   | 5                |
| 4. | Schweden    | 3      | 0     | 0      | 3     | 12:64         | − 52  | 3                |

| 14. Oktober 1984 | Niederlande | 27 : 3 | Schweden | Gemeentelijk Sportpark, Hilversum |
| 14. Oktober 1984 |             |        |          | Gemeentelijk Sportpark, Hilversum |

| 16. Oktober 1984 | Belgien | 19 : 3 | Schweden | Heysel-Stadion (Annex), Brüssel |
| 16. Oktober 1984 |         |        |          | Heysel-Stadion (Annex), Brüssel |

| 4. November 1984 | Deutschland | 10 : 23 | Niederlande | Stadion am Bischofsholer Damm, Hannover |
| 4. November 1984 |             |         |             | Stadion am Bischofsholer Damm, Hannover |

| 8. Dezember 1984 | Belgien | 14 : 12 | Deutschland | Arlon |
| 8. Dezember 1984 |         |         |             | Arlon |

| 24. März 1985 | Niederlande | 15 : 3 | Belgien | Gemeentelijk Sportpark, Hilversum |
| 24. März 1985 |             |        |         | Gemeentelijk Sportpark, Hilversum |

| 4. Mai 1985 | Schweden | 6 : 18 | Deutschland | Karlskrona |
| 4. Mai 1985 |          |        |             | Karlskrona |